# Spiel gut

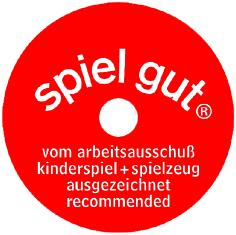
spiel gutのマーク

spiel gut（シュピール グート）とはドイツの玩具に対する認証マーク。

## 概要
消費者保護の観点からドイツの「子供の遊びと玩具審議会」(Arbeitsausschuß Kinderspiel und Spielzeug eV)によって良い玩具として推奨される製品のみが貼ることを許可される。CEマークの基準にも適合している。
審査の工程は厳格で医師、心理学者や技術者などの専門家によって有害物質の不使用、リサイクルが可能であるか、構成は妥当かなどの項目に基づいて審査され、販売後も玩具店で抜き打ち検査が実施される。

### STマークとの相違点
日本のSTマークに相当するものの、STマークは業界団体である日本玩具協会が認証するのに対して、spiel gutは業界団体ではない第三者機関である「子供の遊びと玩具審議会」(Arbeitsausschuß Kinderspiel und Spielzeug eV)によって認証される点が異なる。